# Sunjata Koly
Sunjata Koly de son vrai nom Soumaïla Koly, ne en 1971 à Paris, est un écrivain, musicien et cinéaste franco-guinéen,,. Il est le fils du chorégraphe et dramaturge Souleymane Koly et de l'actrice de cinéma Natou Koly née Thiam,,

## Biographie
Il a été formé aux arts de la scène au sein de l'ensemble Kotéba d'Abidjan,. Il a joué dans les pièces de théâtre Didi par ci Didi par là (1981), Eh Didi yako (1982), Adama champion (1984), et Atoukassé (1987) de l'ensemble Kotéba. Il a interprété un second rôle dans La Vie platinée, un film de Claude Cadiou 
Il est titulaire d'un master 2 de direction artistique de projets culturels de l'Université Paul-Valéry (Montpellier) et diplômé de l'Institut Universitaire Professionnel (IUP) métiers des arts et de la culture de l'Université de Nîmes avec le titre d'Ingénieur-maître. Il a été formé à la stratégie et à l'entrepreneuriat technologique à Stanford University, Harvard University, l'École Polytechnique Paris et HEC Paris. Il a étudié l'écriture de scénario à l'école Louis Lumière (Paris) et la gestion des industries culturelles numériques à Sciences Po Paris.
Il a suivi les formations cinématographiques "Write a feature length screenplay for film or television" de Michigan State University et "Film, image and historical interpretation" de University of London.
A la fin des années 80, avec le groupe Design, Sunjata a été un des acteurs de l'émergence du rap français. Il a réalisé et interprété trois disques de hip-hop, Rédemption en 1997 (Blaxploitation), Le Tiers monde en 1998 (Blaxploitation) et la même année avec le groupe Liste noire l'album Les Damnés de la terre (Artikal/Night and Day). 
Sa carrière cinématographique démarre en 2000 avec le court métrage Gaou. Il réalise de nombreux documentaires de création notamment Identités en 2004 (sélection officielle des Journées cinématographiques de Carthage) et Colonialisme en 2006 (sélection officielle Journées cinématographiques de Carthage, Festival international du film d'Amiens),.
Son premier roman, Kalachnikov blues reçoit le prix littéraire continental 2010 dans la catégorie «Nouveau talent». Le quotidien suisse le Temps, cite Kalachnikov blues parmi les romans qui  marquent l'Afrique,.
Sunjata publie le roman Rue de la méditerranée aux éditions du Filao en 2013,,,.
Il est actuellement délégué général du festival Quilombo, regards sur les cinémas d'Afrique et de la diaspora noire qui se tient à Montpellier.
À travers l'opération «Livres pour tous», il met en place un réseau de bibliothèques et de médiathèques en Afrique. Cette action a permis la création de la bibliothèque du Collège de Kassa et la consolidation de la bibliothèque du Lycée du 2 octobre à Conakry (Guinée). Depuis mai 2013, il est chargé de la communication de la ville de Lodève.
Depuis décembre 2013, il travaille sur la transmission de l'oralité à travers des ateliers d'écriture de slam poésie en Afrique notamment en Guinée.
En avril 2014, Sunjata publie Sabir, un recueil de slam poésie aux éditions Vents ailleurs. Il signe la nouvelle Blackstar dans Première nuit, une anthologie du désir aux côtés de Léonora Miano aux éditions mémoires d'encrier (2014).
Les 15 et 16 novembre 2014, il organise les rendez-vous de Sunjata au cinéma Lutéva. Cet événement mêlant rencontres cinématographiques et humanisme s'inscrivait dans le cadre de la 17e édition de la semaine de la solidarité internationale.
Il présente et anime le festival Afrique et Cinéma de Castelnaudary. Sollicité en janvier 2015, par le cinéma la Halle aux grains et la structure ciné-clap, Sunjata a inauguré et accompagné cette première édition consacrée au septième art africain.
Depuis 2015, il dirige les Rencontres Cinématographiques de la Diversité (CinéDiversité). Un événement qui se déroule à Montpellier et à Lodève.Sunjata Koly est directeur de l'ACCES, une structure d'ingénierie culturelle et d'économie sociale et solidaire.
En 2015, il produit et réalise Afroslam cinédoc, un ciné-récital de poésie. Ce film accompagné d'une prestation en live de l'artiste a été diffusé durant la manifestation nationale organisée par Images en Bibliothèques, le mois du film documentaire.
Il est membre du jury du long-métrage documentaire de la 33ème édition du festival Cinélatino en 2021 et du jury du film coup de cœur des programmateurs du Mois du doc en Occitanie. Sunjata Koly est également membre du Jury de Sélection Citoyen du Festival International du Film d'Environnement FReDD 2021 "Action"!
Le 15 janvier 2022, il sort le titre Respire (slam/hip-Hop) sur le label Sunjata production puis Chère mer, Un jour de paix sur terre et J'avance (en quête de quintessence) en 2024,,,.
En novembre 2023, il réalise le film Kaziriinda l'art de conter sur le patrimoine de l'oralité et l'histoire contemporaine africaine.

## Engagement
Sunjata Koly est engagé dans la lutte contre le racisme et la défense des droits de l'homme. En 2009, il est secrétaire régional de la Ligue des droits de l'Homme (LDH) en Occitanie et président de la section de Lodève de la LDH. Il organise en 2010, le printemps des droits de l'homme.
Il défend une conception militante et engagée de l'action artistique,,,. En 2009, il organise Combats et libertés, un événement culturel autour du militantisme et les luttes sociales.
Il fustige la corruption et le pillage des ressources du continent africain.
Depuis 2004, il œuvre à la promotion et à la diffusion de la pensée africaine,,,.
Sunjata Koly est très impliqué dans les actions en direction de la jeunesse à travers les arts urbains et l'éducation populaire,,,.
En 2020, il participe à un cycle de rencontres littéraires autour de la solidarité et la lutte contre le racisme.

## Journalisme
Soumaila Sunjata Koly publie des articles sur Africiné, le site de la critique cinématographique africaine. Il contribue également  dans le magazine mensuel C le mag et le magazine Fields , un trimestriel bilingue qui développe des articles de fond sur les relations internationales.

## Théâtre
- 1981  Didi par ci, Didi par là  mise en scène par Souleymane Koly, Ensemble Kotéba d'Abidjan [60]
- 1982 Eh Didi yako mise en scène Souleymane Koly, Ensemble Kotéba d'Abidjan
- 1984 Adama champion mise en Souleymane Koly, Ensemble Kotéba d'Abidjan [61]
- 1987 Atoukassé mise en scène Souleymane Koly, Ensemble Kotéba d'Abidjan [62]

## Filmographie
- 2000 Gaou (Fiction, 10 min)
- 2004 Identités (Documentaire, 90 min)
- 2005 Térya, le prix de l'amitié (Documentaire, 26 min)[63]
- 2006 Colonialisme (Documentaire 52 min) Sélectionné au Festival international du film d'Amiens Section «Le monde comme il va - Afrique, Afriques»[64] et aux Journées cinématographiques de Carthage 2006, sélection Panorama Vidéo, section «Information: longs métrages»[65],[66]
- 2010 Kotéba, une ambition pour l'Afrique (Documentaire 65 min)[67]
- 2012 Horoya, les indépendances africaines (Documentaire 65 min)[68],[69],[70],[71],[72]
- 2014 Force et salut (Fiction 10 min)
- 2015 Babs ou la double vie d'un homme à femmes (Fiction 12 min)[73]
- 2016 Bernard Ahmed, récits partagés (Documentaire 15 min)[74]
- 2019 Écris! Ces récits d'ici et d'ailleurs  en coproduction avec Kaina TV (Documentaire 15 min) [75]
- 2019 Fête de quartier en coproduction avec Kaina TV (Fiction 3 min)